# Кадниково (Ярославская область)
Кадниково — деревня в Некрасовском районе Ярославской области. Входит в состав сельского поселения Красный Профинтерн.

## География
Находится в восточной части Ярославской области на расстоянии приблизительно 21 км на север-северо-запад по прямой от административного центра района поселка Некрасовское в левобережной части района.

## История
Деревня была отмечена еще на карте 1798 года. В 1859 году здесь (деревня Даниловского уезда Ярославской губернии) было учтено 20 дворов, в 1898 — 14.

## Население
Численность населения: 59 человек (1859 год), 11 (русские 91 %) в 2002 году, 8 в 2010.